# Сражение при Вертеше
Сражение при Вертеше (венг. Vértesi csata) — одно из сражений во время борьбы Венгрии против экспансионистских целей Священной Римской империи, произошедшее в октябре 1051 года недалеко от Секешфехервара и закончившееся изгнанием из страны армии императора Генриха III.

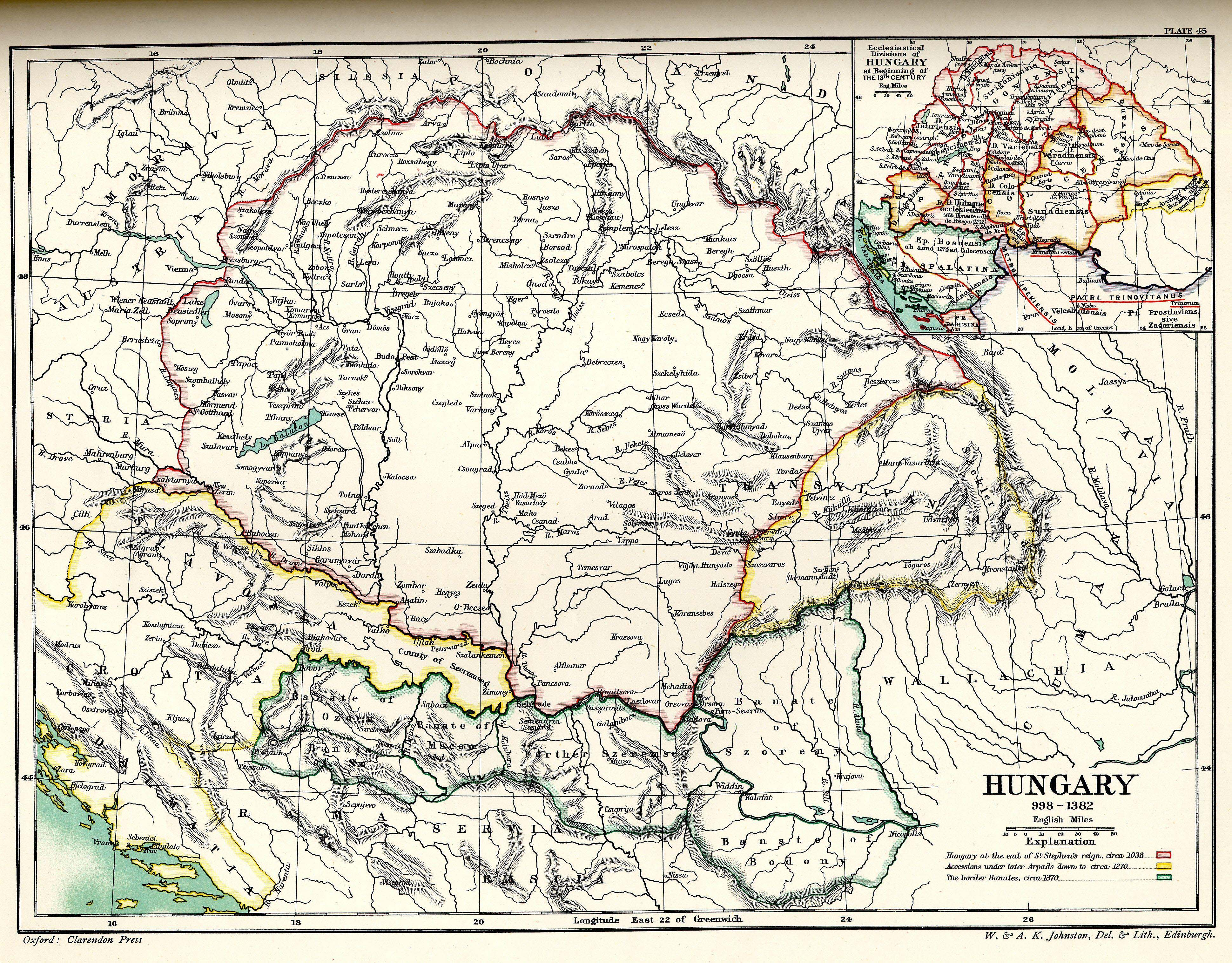
Венгрия в 10-14 веках

После смерти короля Иштвана I в 1038 году Венгрия стала ареной ряда конфликтов за престолонаследие, пока в 1046 году к власти не пришел король Андраш I. Императоры Священной Римской империи Конрад II и его сын, Генрих III, предпринимали попытки сделать Венгрию вассальным королевством.
В августе 1051 года Генрих III в очередной, четвёртый, раз вторгся в Венгрию. Немецкая армия приближалась с двух направлений. Основная часть под командованием Генриха III ворвалась из Штирии и двигалась в направлении столицы Венгрии Секешфехервара; другая шла вдоль Дуная, прикрывая флот, бывший под командой епископа Гебхарда Регенсбургского, который вёз продовольствие для армии.
Андраш и его брат герцог Бела решили не вступать в открытый бой, а просто обойти, измотать и утомить захватчиков. Они прибегли к тактике выжженной земли: уводили людей из регионов на пути противника, увозили или уничтожали всю еду и фураж. Немцы голодали, потому что не могли найти продовольствие, а поставки были затруднены. Вскоре это привело к тому, что солдаты и лошади стали все чаще болеть и умирать.
Когда имперская армия подошла к Секешфехервару, ей так не хватало фуража и продовольствия, что даже самому императору порой не хватало хлеба. Поскольку ситуация с каждым днем становилась все более критической, Генриху пришлось принять решение об отступлении.
Как только венгры заметили, что германцы отступают от столицы страны на северо-запад, они начали преследование голодающего войска, почти беспрерывно, днем и ночью, нападая на неприятельские отряды, как находившиеся в движении, так и на стоянках. Немцы, опасаясь града стрел венгерских конных лучников, на стоянках вырывали себе ямы для укрытия и накрывали их сверху своими щитами.
Когда деморализованная армия подошла к Дунаю, где надеялась получить с кораблей продовольствие, то не застала их на месте. Кораблей не было, потому что герцог Бела захватил одного из курьеров и отправил епископу письмо якобы от имени Генриха, в котором говорилось, что кампания окончена и что тому следует вернуться в Регенсбург.
Потерявший всякую надежду император ускорил отступление насколько это было возможно и подошёл к Дьёру, где с большими потерями пришлось пробиваться через заслон венгерских войск, устроенный на мосту через Рааб. Только 25 октября Генрих с остатками основной армии мог добраться до Хайнбурга.
При посредничестве представителя римского папы Льва IX Андраш I предлагал заключить мир и даже был готов платить германскому императору ежегодный налог, но тот отказался, и только победа в 1052 году в битве при Пожони (Братиславе) окончательно положила конец амбициозным планам императоров подчинить своему влиянию Венгрию.